# Aoi Yūki
Aoi Yūki (悠木 碧, Yūki Aoi) é uma dubladora e atriz japonesa nascida em 27 de março de 1992 na prefeitura de Chiba, Japão. Seu nome de nascimento é Aoi Yabusaki (八武崎 碧, Yabusaki Aoi). Ela é afiliada à Pro-Fit.

## Carreira
Entrou na indústria do entretenimento aos 4 anos de idade. Quando criança, participou de filmes e dramas. De 1999 até 2002, fez aparições regulares nos programas de variedades Appare Sanma Dai-sensei e Yappari Sanma Dai-sensei, da Fuji TV.
Quando estava no quinto ano da escola primária, fez seu primeiro trabalho como seiyū.
Até o final de 2006, era afiliada à companhia de teatro infantil Central. Após sua admissão no colegial em agosto de 2007, passa a pertencer oficialmente ao time da Breath, mudando seu nome artístico para Aoi Yūki. Conseguiu seu primeiro papel principal em 2008, no anime Kure-nai, como Murasaki Kuhōin. Em agosto do mesmo ano, se transfere para a Pro-Fit. Após isso, há um acréscimo em seus trabalhos como dubladora e um decréscimo em seus trabalhos como atriz.
No ano de 2009, protagoniza dois animes: Anyamaru Tantei Kiruminzuu e Yumeiro Pâtissière, como Riko Mikogami e Ichigo Amano, respectivamente. Depois disso, passa a ser protagonista em muitos de seus trabalhos, tendo como exemplo Íris, de Pokémon: Best Wishes!.
No ano de 2011, vive a protagonista de Mahō Shōjo Madoka Magika, Madoka Kaname. Em outubro do mesmo ano, ganhou o prêmio de melhor dubladora no "Newtype×Machi Asobi Anime Awards 2011", e, em 2 de março de 2012, no anúncio do 6º Seiyū Awards, se tornou a vencedora mais nova da história do prêmio, o ganhando com 19 anos de idade.

## Trabalhos

### Anime
Papéis principais estão em negrito.
| 2003 - Kino's Journey (Sakura) 2004 - Aishiteruze Baby (Marika) 2005 - Onegai My Melody (Koto Yumeno) 2006 - Onegai My Melody ~Kuru Kuru Shuffle~ (Koto Yumeno) 2007 - Onegai My Melody Sukkiri♪ (Koto Yumeno) 2008 - Kure-nai (Murasaki Kuhōin) - Shikabane Hime: Aka (Akira Tōoka) 2009 - Akikan! (Budoko) - Anyamaru Tantei Kiruminzuu (Riko Mikogami) - Fight Ippatsu! Jūden-chan!! (Estudante D) - Jewelpet (Amelie) - Jigoku Shoujo: Mitsuganae (Chisato Hamano) - Nogizaka Haruka no Himitsu: Purezza (Hikari Hatsuse) - Shikabane Hime: Kuro (Akira Tōoka) - Shinkyoku Sōkai Polyphonica Crimson S - Sora no Manimani (Maibara) - Yumeiro Pâtissière (Ichigo Amano) 2010 - Dance in the Vampire Bund (Mina Tepes) - Durarara!! (Shinra Kishitani (jovem)) - Hyakka Ryōran Samurai Girls (Jūbei Yagyū) - Ichiban Ushiro no Dai Maō (Korone) - Jewelpet Tinkle☆ (Amelie) - Kami nomi zo Shiru Sekai (Mio Aoyama) - Pokémon: Best Wishes! (Íris) - Shiki (Sunako Kirishiki) - So Ra No Wo To (Noel Kannagi) | - Soredemo Machi wa Mawatteiru (Toshiko Tatsuno) - Soreike! Anpanman (Princesa Maron - 3º geração) - Yumeiro Pâtissière SP Professional (Ichigo Amano) 2011 - A Channel (Tooru) - Beelzebub (Chiaki Tanimura) - Ben-to (Hana Oshiroi) - Detective Conan/Magic Kaito (Princesa Anne) - Gosick (Victorique de Blois) - Ikoku Meiro no Croisée The Animation (Alice Blanche) - Jewelpet Sunshine (Amelie) - Kyōkai Senjō no Horizon (Suzu Mukai) - Last Exile -Fam, The Silver Wing- (Giselle Collette) - Mahō Shōjo Madoka Magika (Madoka Kaname) - Persona 4 (Aika Nakamura) - Soreike! Anpanman (Burikiddo) - YuruYuri (Rivalun) 2012 - Busou Shinki (Oruberu) - Danshi Kōkōsei no Nichijō (Ringo) - Dog Days (Couvert Eschenbach Pastillage, deus-gato) - Hyōka (Enami Kurako, estudante, mulher de maiô vermelho, Nakayama) - Inazuma Eleven GO Chrono Stone (Kinako Nanobana) - Jewelpet Kira☆Deco (Amelie) - Joshiraku (Mask) - Kyōkai Senjō no Horizon II (Suzu Mukai) - Saki (Shizuno Takakamo) - Senki Zesshō Symphogear (Hibiki Tachibana) - Yakimochi Caprice (Rū) - YuruYuri♪♪ (Raika/Rivalun) 2013 - Hyakka Ryouran Samurai Bride (Jūbei Yagyū) - Mangirl! (Sakuradai Kiiro) - Valvrave the Liberator (Akira) - Yahari Ore no Seishun Love Come wa Machigatteiru (Komachi Hikigaya) 2014 - Sword Art Online II (Konno Yuuki) - Nanatsu no Taizai (Diane) |

### OVA
| 2009 - Akikan! (Budoko) 2010 - Kure-nai (Murasaki Kuhōin) - Yumeiro Patissiere: Mune Kyun Tropical Island! (Ichigo Amano) | 2011 - Ah! Megami-sama: Itsumo Futari De (Saga) - Baby Princess 2D Paradise 0 (Mari Amatsuka) 2012 - A Channel + smile (Tooru) - Kimi no Iru Machi (Rin Eba) |

### Filmes
| 2011 - Pokémon the Movie: Black—Victini and Reshiram and White—Victini and Zekrom (Íris) 2012 - Inazuma Eleven GO vs. Danbōru Senki W (Kinako Nanobana) - Pokémon the Movie: Kyurem vs. the Sword of Justice (Íris) | - Mahō Shōjo Madoka Magika the Movie Part I: Beginnings (Madoka Kaname) - Mahō Shōjo Madoka Magica the Movie Part II: Eternal (Madoka Kaname) 2013 - RYO (RYO) - Pokémon Best Wishes! ExtremeSpeed Genesect: Mewtwo Awakens (Íris) 2017 - Fairy Tail - Dragon Cry (Sonya) |

### Web anime
2010
- Yutori-chan (Yutori Tanaka)

### Jogos
| 2003 - Kino's Journey (Sakura) *Sua estréia como dubladora. 2009 - BlazBlue: Calamity Trigger (Platina=Trindade) 2010 - Dragon Nest (Acadêmico) - So Ra No Wo To: Otome no Kuintetto (Noël Kannagi) 2011 - Granado Espada (Rudin) - Grand Knights History (Princesa Sefia) - Koiken 2!! (Tamami Ryuo) - MicroVolts (Nightmare A) - Queen's Gate: Spiral Chaos (Jube Yagyu) - Tsukumonogatari (Reo Kayama) | - Weiß Schwarz Portable (Yukino Suzuka) 2012 - Dodonpachi Saidai Ojou (Yo Hachi, In Hachi) - Girlfriend (Kari) (Tamami Ryuo) - Hyperdimension Neptunia Victory (Pishe/Coração amarelo) - Kaku-San-Sei Million Arthur (Morgan) - Monster Hunter Frontier Online (VOICE TYPE31) - Mahō Shōjo Madoka Magica Portable (Madoka Kaname) - Professor Layton vs. Ace Attorney (Mahoney Katalucia) - Rune Factory 4 (Margaret) - Sol Trigger (Cyril) - Toki to eien 〜 tokitowa 〜 (Enda) 2013 - Kyōkai Senjō no Horizon Portable (Suzu Mukai) - Fate/Extra CCC (Jinako) |